# 鈍池町
鈍池町（にぶいけちょう）は、愛知県名古屋市中村区の地名。現行行政地名は鈍池町1丁目から鈍池町3丁目。住居表示未実施。

## 地理
名古屋市中村区中央部に位置する。東は日ノ宮町、南は沖田町、北は千成通に接する。

## 歴史

### 地名の由来
下中村町の字西鈍池・北鈍池・東鈍池による。

### 沿革
- 1947年（昭和22年）9月1日 - 以下の通り、中村区下中村町の一部により、同区鈍池町として成立[1]。
  - 鈍池町1丁目が、下中村町字東鈍池・字北鈍池・字西鈍池の各一部により成立[1]。
  - 鈍池町2丁目が、下中村町字東鈍池・字鳥喰・字西鈍池の各一部により成立[1]。
  - 鈍池町3丁目が、下中村町字鳥喰・字西鈍池の各一部により成立[1]。
- 1958年（昭和33年）10月20日 - 烏森土地区画整理組合の設立が認可される[WEB 6]。
- 1966年（昭和41年）1月26日 - 以下の通り、異同が実施される[4]。
  - 鈍池町3丁目に、豊国通4丁目・岩塚町字五反城および烏森町字西沖田・字東沖田の各一部を編入する[4]。
  - 鈍池町3丁目の一部が、沖田町に編入される[4]。

## 世帯数と人口
2019年（平成31年）2月1日現在の世帯数と人口は以下の通りである。
| 町丁   | 世帯数  | 人口    |
| ------ | ------- | ------- |
| 鈍池町 | 722世帯 | 1,482人 |

### 人口の変遷
国勢調査による人口の推移
| 1950年（昭和25年） | 308人   | [ 5 ]      |  |
| 1955年（昭和30年） | 279人   | [ 5 ]      |  |
| 1960年（昭和35年） | 308人   | [ 6 ]      |  |
| 1965年（昭和40年） | 463人   | [ 6 ]      |  |
| 1970年（昭和45年） | 949人   | [ 7 ]      |  |
| 1975年（昭和50年） | 976人   | [ 7 ]      |  |
| 1980年（昭和55年） | 1,281人 | [ 8 ]      |  |
| 1985年（昭和60年） | 1,171人 | [ 8 ]      |  |
| 1990年（平成2年）  | 1,515人 | [ 9 ]      |  |
| 1995年（平成7年）  | 1,447人 | [ 10 ]     |  |
| 2000年（平成12年） | 1,406人 | [ WEB 7 ]  |  |
| 2005年（平成17年） | 1,473人 | [ WEB 8 ]  |  |
| 2010年（平成22年） | 1,557人 | [ WEB 9 ]  |  |
| 2015年（平成27年） | 1,483人 | [ WEB 10 ] |  |

## 学区
市立小・中学校に通う場合、学校等は以下の通りとなる。また、公立高等学校に通う場合の学区は以下の通りとなる。
| 番・番地等 | 小学校               | 中学校               | 高等学校 |
| ---------- | -------------------- | -------------------- | -------- |
| 全域       | 名古屋市立千成小学校 | 名古屋市立豊国中学校 | 尾張学区 |

## 施設
- 名古屋市立千成小学校[2]
- 鈍池公園[2]
- JR宿舎[2]

## その他

### 日本郵便
- 郵便番号 : 453-0826[WEB 3]（集配局：中村郵便局[WEB 13]）。

### WEB
1. 1 2  “愛知県名古屋市中村区の町丁・字一覧”.   人口統計ラボ. 2016年2月12日閲覧。
2. 1 2  “町・丁目(大字)別、年齢(10歳階級)別公簿人口(全市・区別)”.   名古屋市 (2019年2月20日). 2019年2月20日閲覧。
3. 1 2  “郵便番号”.  日本郵便. 2019年2月10日閲覧。
4. ↑  “市外局番の一覧”.   総務省. 2019年1月6日閲覧。
5. ↑  名古屋市役所市民経済局地域振興部住民課町名表示係 (2015年10月21日). “中村区の町名一覧”.   名古屋市. 2016年1月29日閲覧。
6. ↑  名古屋市土地区画整理組合等一覧 - 公益財団法人名古屋まちづくり公社. 2020年9月12日閲覧.
7. ↑  名古屋市役所総務局企画部統計課統計係 (2005年7月1日). “（刊行物）名古屋の町(大字)・丁目別人口 (平成12年国勢調査) (5)中村区(第1表から第3表)” (xls). 2015年10月16日閲覧。
8. ↑  名古屋市役所総務局企画部統計課統計係 (2007年6月27日). “（刊行物）名古屋の町(大字)・丁目別人口 (平成17年国勢調査) (5)中村区(第1表から第3表）” (xls). 2015年10月15日閲覧。
9. ↑  名古屋市役所総務局企画部統計課統計係 (2012年4月22日). “（刊行物）名古屋の町(大字)・丁目別人口 (平成22年国勢調査) (5)中村区(第1表から第3表）” (xls). 2015年10月15日閲覧。
10. ↑  名古屋市役所総務局企画部統計課統計係 (2016年3月31日). “（刊行物）名古屋の町(大字)・丁目別人口 (平成27年国勢調査) (5)中村区(第1表から第3表）” (xls). 2016年7月28日閲覧。
11. ↑  “市立小・中学校の通学区域一覧”.   名古屋市 (2018年11月10日). 2019年1月14日閲覧。
12. ↑  “平成29年度以降の愛知県公立高等学校（全日制課程）入学者選抜における通学区域並びに群及びグループ分け案について”.   愛知県教育委員会 (2015年2月16日). 2019年1月14日閲覧。
13. ↑  郵便番号簿 平成29年度版 - 日本郵便. 2019年02月26日閲覧 (PDF)

### 書籍
1. 1 2 3 4 5  中村区制施行50周年記念事業実行委員会記念誌編集委員会 1987, p. 439.
2. 1 2 3 4 5  「角川日本地名大辞典」編纂委員会 1989, p. 1500.
3. ↑  名古屋市計画局 1992, p. 271.
4. 1 2 3  中村区制施行50周年記念事業実行委員会記念誌編集委員会 1987, p. 442.
5. 1 2  名古屋市総務局企画室統計課 1957, p. 79.
6. 1 2  名古屋市総務局企画部統計課 1967, p. 73.
7. 1 2  名古屋市総務局統計課 1977, p. 48.
8. 1 2  名古屋市総務局統計課 1986, p. 52.
9. ↑  名古屋市総務局企画部統計課 1991, p. 28.
10. ↑  名古屋市総務局企画部統計課 1996, p. 71.

### 統計資料
- 名古屋市総務局企画室統計課 編『昭和31年版 名古屋市統計年鑑』名古屋市、1957年。
- 名古屋市総務局企画部統計課 編『昭和41年版 名古屋市統計年鑑』名古屋市、1967年。
- 名古屋市総務局統計課 編『昭和51年版 名古屋市統計年鑑』名古屋市、1977年。
- 名古屋市総務局統計課 編『昭和60年国勢調査 名古屋の町・丁目別人口（昭和60年10月1日現在）』名古屋市役所、1986年。
- 名古屋市総務局企画部統計課 編『平成2年国勢調査 名古屋の町（大字）別・年齢別人口（平成2年10月1日現在）』名古屋市役所、1994年。
- 名古屋市総務局企画部統計課 編『平成7年国勢調査 名古屋の町（大字）・丁目別人口（平成7年10月1日現在）』名古屋市役所、1996年。